# Хансверкіно
Хансверкіно (тат. Хансүәр, рос. Хансверкино) — село у Бавлінському районі Республіки Татарстан. Входить до складу муніципального утворення Саліховське сільське поселення.

## Географія
Село Хансверкіно розташоване у Бавлінському районі, на річці Верхній Кандиз, у 55 км на південь від міста Бавли та є найпівденнішим населеним пунктом республіки Татарстан.

## Історія
Хансверкіно засноване у 2-й половині 18 століття. До 1860-х років мешканці села були державними. Займалися землеробством, розведенням худоби. На початку 20 століття у селі діяли 2 мечеті, водяний млин. 
До 1920 року село входило у Саліховську волость Бугульмінського повіту Самарської губернії. З 1920 року село у складі Бугульмінського кантону Татарської АРСР. 
З 10 серпня 1930 року село належало до Бавлинского, з лютого 1963 року в Бугульмінському, і з 12 січня 1965 року знову в складі Бавлинського району.

## Населення
| 1859  | 1889  | 1897   | 1910   | 1920   | 1926   | 1938   | 1949  | 1958  | 1970  | 1979  | 1989  | 2002  | 2010  |
| ----- | ----- | ------ | ------ | ------ | ------ | ------ | ----- | ----- | ----- | ----- | ----- | ----- | ----- |
| → 622 | ↗ 992 | ↗ 1134 | ↗ 1560 | ↘ 1506 | ↘ 1209 | ↘ 1108 | ↘ 952 | ↘ 795 | ↘ 711 | ↘ 572 | ↘ 417 | ↘ 402 | ↘ 382 |

## Економіка
Населення займається рільництвом, молочним скотарством та вівчарством.

## Інфраструктура
У селі діє неповна середня школа, будинок культури, бібліотека.

## Уродженці
- Яппарова Роза Саітнурівна